# 楼外楼

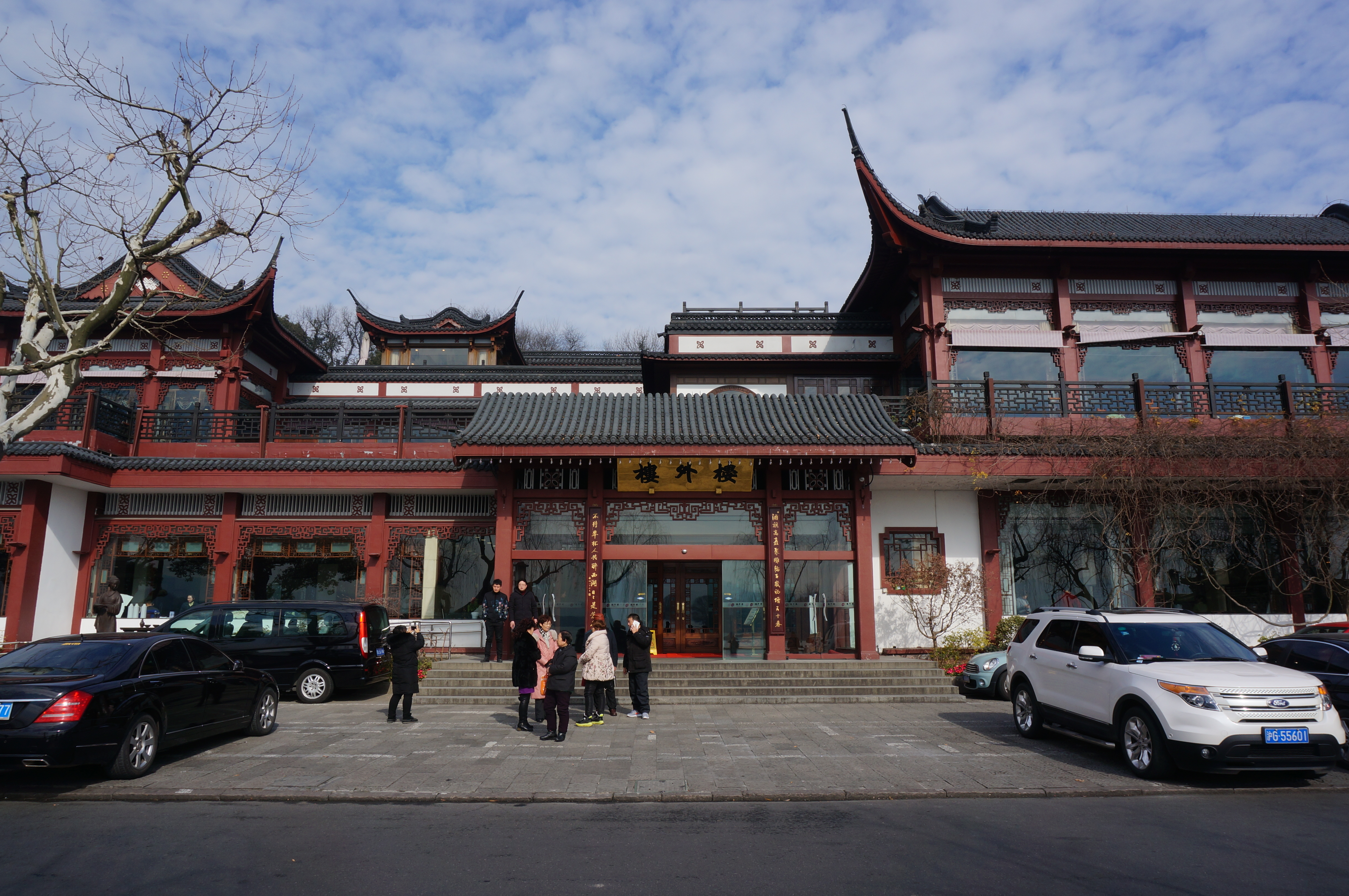
楼外楼孤山路店主楼

楼外楼，位于中国浙江省杭州市西湖孤山路30号，是杭州市区传统菜馆之一。该菜馆紧邻西湖，与中山公园、西泠印社相邻。相传创建于清朝道光二十八年（1848年）。楼外楼被原国内贸易部评定为“中华老字号”。

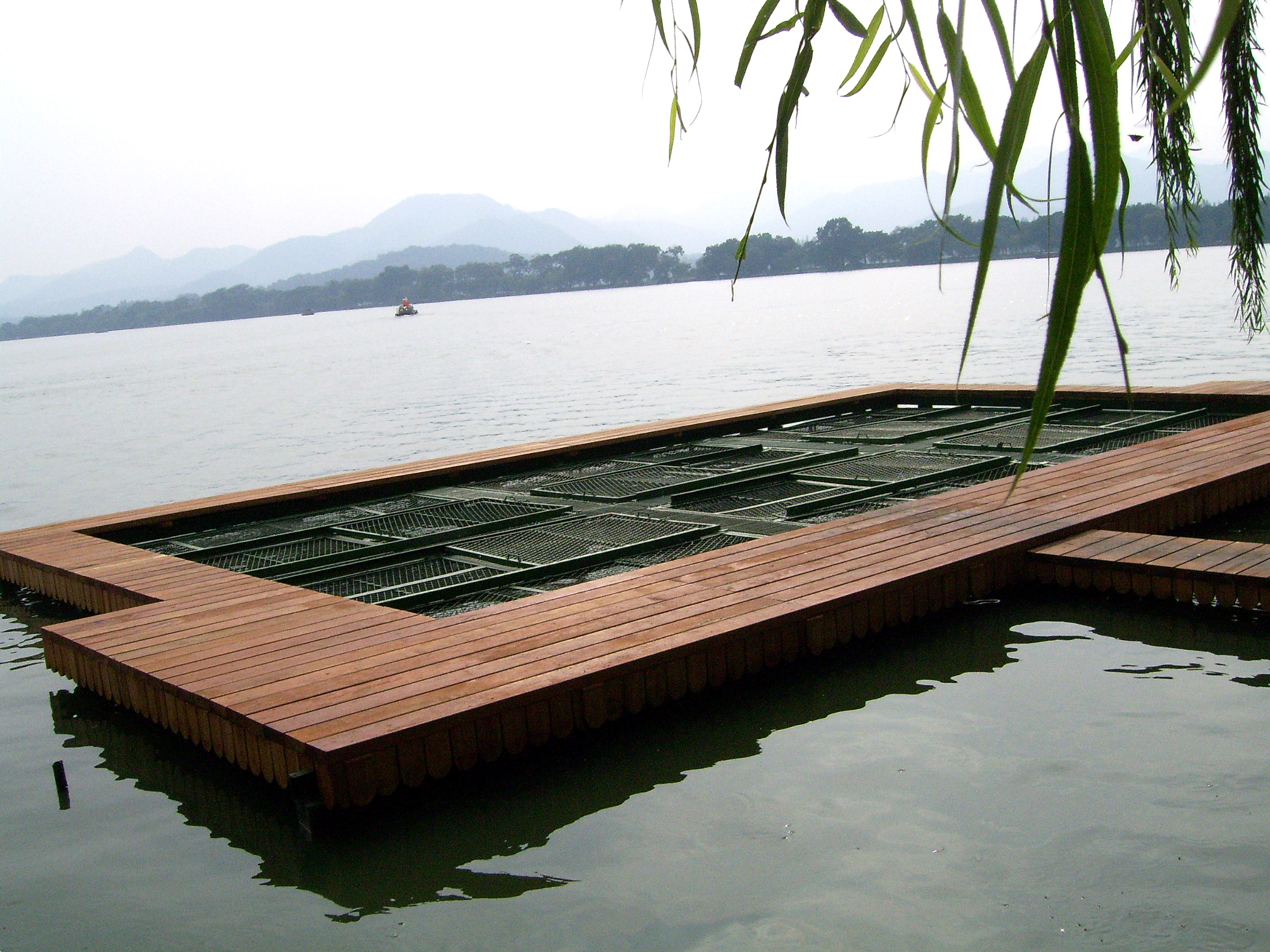
楼外楼在西湖专门养鱼的地方

该菜馆规模较大，可同时接待1000余位顾客。

## 历史
楼外楼创始人为清朝时期绍兴的一位文人，名叫洪瑞堂。其迁居至杭州后定居于孤山山麓。其擅长烹制鲜鱼活虾等河鲜。有了一定的声誉，便在孤山六一泉旁建起菜馆。
现在的楼外楼菜馆主楼建于1980年代，并被评为杭州首届“十佳”建筑之一。之后，楼外楼又在离主楼不远处增开一家分店。

## 与名人结缘

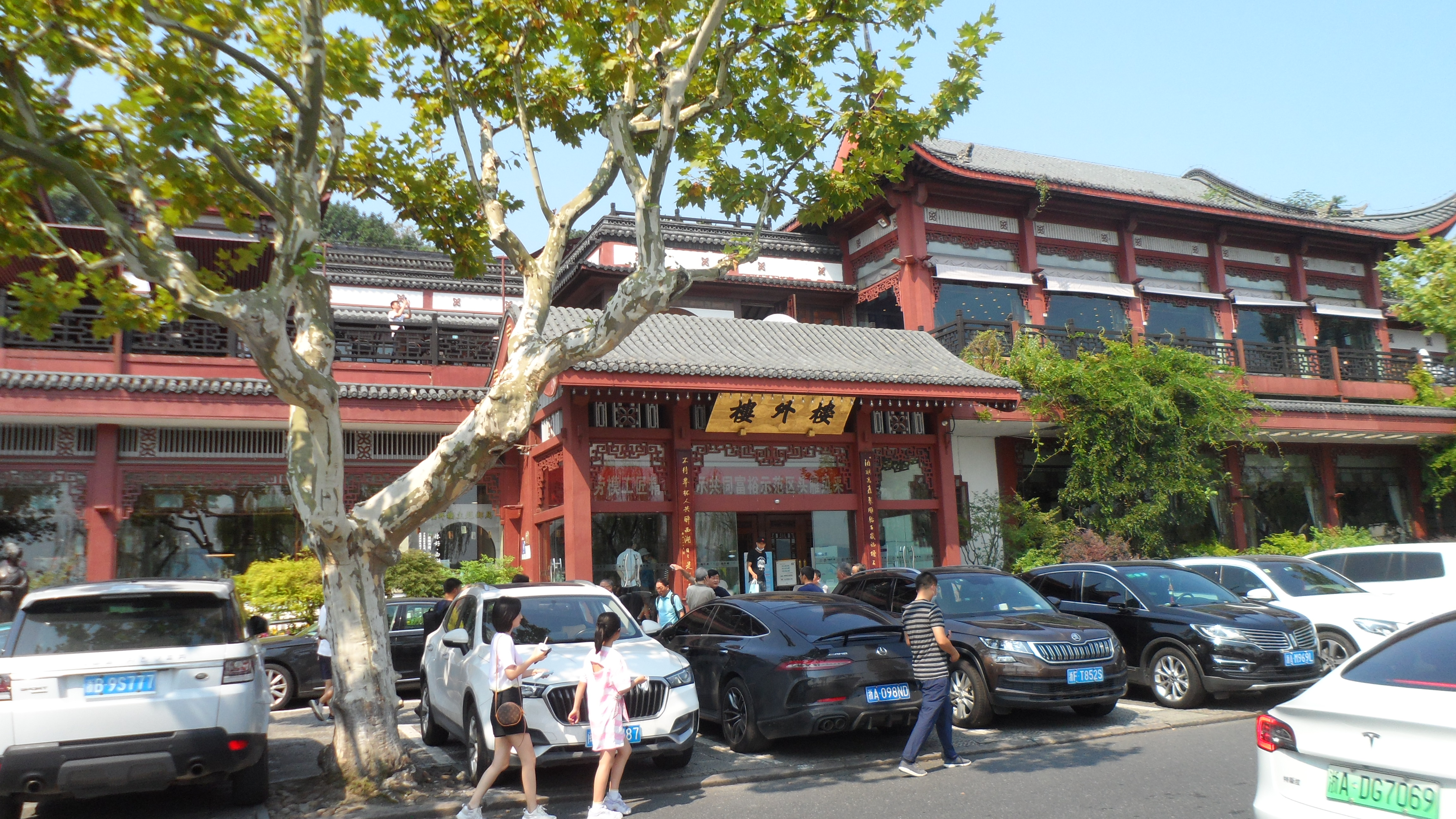
位于西湖白堤的楼外楼

1949年前，俞曲园、吴昌硕、孙中山、宋庆龄、鲁迅、竺可桢、马寅初、马一浮、郁达夫等名人都曾经是楼外楼的座上宾。1949年后，周恩来、陈毅、贺龙等国家干部和丰子恺、潘天寿、赵朴初、金庸等文化界名人也多次来到楼外楼品尝名菜佳肴。楼外楼还接待过柬埔寨的西哈努克亲王等国家元首。

## 得名
菜馆建成的时候，请来了著名学者俞樾题名，因其认为菜馆建于“俞楼”之外，所以根据南宋林升之“山外青山楼外楼，西湖歌舞几时休”的著名诗句提名为“楼外楼”。

## 名菜
- 西湖醋鱼
- 宋嫂鱼羹
- 龙井虾仁
- 叫化童鸡
- 蜜汁火方
- 东坡肉
- 蟹黄橙
- 鳖蒸羊
- 西湖莼菜汤